# Graglia
Graglia är en ort och kommun i provinsen Biella i regionen Piemonte i Italien. Kommunen hade 1 514 invånare (2018).